# 油黑壳菜蛤
油黑壳菜蛤（学名：Mytilus trossulus）是贻贝目壳菜蛤科壳菜蛤属的一种。主要分布于台湾，常栖息在浅海珊瑚礁、岩石底。